# زیردریایی هیومیتا
زیردریایی هیومیتا (به انگلیسی: Brazilian submarine Humaytá) یک زیردریایی بود که طول آن ۸۶٫۷ متر (۲۸۴ فوت) بود. این زیردریایی در سال ۱۹۲۷ ساخته شد.